# Степова сільська рада (Широківський район)
| Степова сільська рада — колишній орган місцевого самоврядування у Широківському районі Дніпропетровської області з адміністративним центром у с. Степове. Сільській раді підпорядковані населені пункти: - с. Степове - с. Водяне - с. Кравці - с. Кряжове - с. Озерне - с. Подове - с. Пологи |

## Склад ради
Рада складається з 16 депутатів та голови.

## Керівний склад сільської ради
| ПІБ                            | Основні відомості                                                         | Дата обрання | Дата звільнення |
| ------------------------------ | ------------------------------------------------------------------------- | ------------ | --------------- |
| Демиденко Сергій Володимирович | Сільський голова, 1967 року народження, освіта, безпартійний              | 26.03.2006   | 31.10.2010      |
| Плужник Володимир Петрович     | Сільський голова, 1963 року народження, освіта вища, член Партії регіонів | 31.10.2010   |                 |

Примітка: таблиця складена за даними джерела